# Carlos Fernando Triana
Carlos Fernando Triana Beltrán (La Peña) es un oficial de policía, abogado y politólogo colombiano. Desde el 14 de febrero de 2025 es director general de la Policía Nacional de Colombia nombrado por el presidente Gustavo Petro tras haberlo reintegrado al servicio activo. Su nombramiento se dio por la renuncia del general Salamanca, director de dicha institución desde 2023.
Triana fue comandante de la escuela de oficiales de Policía General Santander de 2021 a 2022, comandante de la policía metropolitana de Bogotá de 2022 a 2023, durante el último año de gobierno de la alcaldesa Claudia López, e inspector de la misma institución en 2023. También fue agregado de Policía en México, comandante Departamento de Policía de Boyacá, comandante de Policía Metropolitana de Tunja, subcomandante Departamento de Policía Tolima.
Se retiró de la institución y fue director de la caja de retiros de la policía hasta su reincorporación en 2025.